# Кюв'єроніус
Кюв'єроніус (Cuvieronius) — викопний представник хоботних ссавців родини гомфотерієвих (Gomphotheriidae). Названий на честь французького зоолога Жоржа Кюв'є, мав середній зріст 2,7 м. Зовні був схожий на сучасного слона, відрізняючись від нього спіралеподібними закінченнями бивнів.

## Поширення
Даний вид тварини виник в Північній Америці. Разом з іншими хоботними у Північній Америці кюв'єроніуси існували з пізнього пліоцену до кінця плейстоцену. Знахідки їх викопних решток в США знаходять у південних штатах (Каліфорнія, Техас, Аризона). Ізольована популяція існувала до кінця плейстоцену у Флориді. У Мексиці кювьероніуси були поширені насамперед на території центральних і південних штатів, з північних областей відомо зовсім небагато знахідок. У Центральній Америці рід відомий від Гватемали до Коста-Рики. Він зустрічався в пізньому плейстоцені Сальвадору і Панами, можливо присутність на території Гватемали та Нікарагуа, був звичайний у плейстоцені Коста-Рики.
У Південну Америку кюв'єроніуси проникли на початку плейстоцену в результаті «Великого фауністичного обміну», використовуючи андський географічний коридор на північному заході південноамериканського континенту. Уже в середньому плейстоцені кюв'єроніуси виду C. hyodon широко поширилися по всьому Андському регіону, їхні скам'янілості знаходять у Колумбії, Еквадорі, Перу, на заході Бразилії, Болівії та Аргентини й особливо часто — у Чилі. Найраніші південноамериканські знахідки відповідають ранньому плейстоцену, найпізніші — кінцю плейстоцену або навіть голоцену.
Останні кюв'єроніуси вимерли у Південній Америці близько 9100 до н. е.

## Спосіб життя
Кюв'єроніуси мешкали на рівнинних територіях і в гірських районах півдня північноамериканського континенту. У Південній Америці вони населяли переважно високогірні пасовища з помірно-холодними кліматичними умовами, що тяглися через Анди по західній околиці континенту; тут ці хоботні підіймалися до 4000 м над рівнем моря. Можливо, їхні, порівняно з іншими американськими гомфотеріями, що мешкали у набагато сприятливіших умовах, відносно невеликі розміри тіла є наслідком адаптації до суворого життя в умовах прохолодних і порівняно бідних їжею андських високогірій. Крім того, не виключено, що внаслідок цього Cuvieronius могли мати довгу шерсть. Тварини були пристосовані до харчування найрізноманітнішими рослинними кормами, від трав до листя дерев і чагарників. Саме здатність переносити холодний клімат високогір'їв Анд і невередливість в їжі по всій видимості вплинули на широке поширення роду у Південній Америці.

## Види
- C. hyodon Fischer, 1814 — типовий вид, найвідоміший, добре вивчений і чітко визначений. Мешкав на півдні Північної Америки та у Південній Америці, де його ареал простягався від Колумбії на півночі до Чилі на півдні, включаючи Болівію, Еквадор і, можливо, північно-західну Аргентину. Є єдиним представником роду, які існували на території Південної Америки. Має багато синонімів, включаючи C. tarijensis, C. humboldti, C. andium та ін.
- C. oligobunis Cope, 1893 — вид, що мешкав у пізньому пліоцені — плейстоцені на півдні Північної Америки. Зокрема, відомий з Мексики. Втім, статус виду остаточно не підтверджений.
- C. tropicus Cope, 1884 — вид, що населяв наприкінці пліоцену — середині плейстоцену південь Північної та Центральну Америку. Відомий з Техасу, Каліфорнії, Мексики та Сальвадору.

## Вимирання
Неможливо з повною упевненістю стверджувати, що саме послужило причиною зникнення кюв'єроніусів. По всій видимості, вони служили об'єктами полювання палеоіндіанців на півдні Північної Америки, а також в Чилі, Колумбії, Венесуелі. (За деякими даними, на одній зі стоянок людини в Чилі навіть були виявлені муміфіковані в умовах високогір'я фрагменти шкіри та м'язів цих хоботних). Також не виключено, що кліматичні та екологічні зміни, що відбулися наприкінці плейстоцену — початку голоцену, могли призвести до змін у рослинних співтовариствах і зникненню основних рослин, якими харчувалися кюв'єроніуси. Найімовірніше, що на вимирання роду вплинула сукупність різних факторів